# Alfonso Montes
 Montes (Ciudad Bolívar, Estado Bolívar, Venezuela, 2 de septiembre de 1955) es un compositor y guitarrista venezolano que actualmente reside en Europa.

## Carrera
Montes de niño tenía lecciones de guitarra con Carlos Atilano y Leopoldo Igarza en Caracas. Con una beca del Ministerio para la Cultura en 1976 se trasladó a Londres, donde iba en 1982 con alumnos de John Duarte a estudiar teoría musical y composición en el Royal College of Music y en Guildhall School of Music and Drama con Adrian Thorne.
Después de que enseñó, entre otras cosas, University College of Music en Londres (1980-1982), en el Instituto Universitario de Estudios Musicales en Caracas y en la Escuela Internacional de Verano Cannington (1980-1991), coordinó una joven banda de trabajo en Caracas de 1985 a 1987 y fue director Festival Internacional de Guitarra de Cambridge (1991-1992).
Posteriormente, fue nombrado en Bonn consejero cultural de la embajada de Venezuela en Londres, desde 1992 hasta 1997. De 1998 a 2000 fue director General de Asuntos Internacionales del Consejo Nacional para la Cultura.
Debido a sus críticas al régimen del presidente Chávez, se vio obligado a emigrar a finales de la década del 2000. Vive en Stuttgart, Alemania con su esposa Irina Kircher, con el que está trabajando como dúo desde 1984. El dúo apareció en numerosos festivales europeos, dio más de 1000 conciertos y grabó dieciocho discos.
Además de conciertos en solitario y obras de guitarra compuestas por el mismo, Montes también ha hecho música para el cine, teatro y obras sinfónicas.